# 哈欽森 (明尼蘇達州)
哈欽森（英語：Hutchinson）是一個位於美國明尼蘇達州麥克萊德縣的城市。

## 人口
根據2020年美國人口普查的數據，哈欽森的面積為22.84平方千米，當中陸地面積為21.97平方千米，而水域面積為0.87平方千米。當地共有人口14599人，而人口密度為每平方千米639人。